# 黑羽藩
黑羽藩（日语：／ Kurobane-han */?）是位於日本下野國那須郡黑羽（現栃木縣大田原市黑羽田町和前田）的藩，創建於慶長5年（1600年）5月，至明治4年7月14日（1871年8月29日）廢藩置縣。藩高峰期表高達20,000石，根據《藩制一覽》記載，明治初年時的實高是29,443石左右，《舊高舊領取調帳》則指是31,111石左右，藩廳是黑羽陣屋，藩校是何陋館和安政4年（1857年）創立的作新館，人口是3,666戶19,443人。

## 歷史
慶長5年（1600年）關原之戰爆發時，大關資增向德川家康交出其子彌平治、家臣金丸杢之助資員之妻、淨法寺越前茂直之女、松本治部右衛門之妻、津田光明院源海之妻和松本惣左衛門之妻作為人質，加上負責在奧州邊境防範上杉氏南下，從而獲加增下野國那須郡落合村（現栃木縣那須烏山市落合）、上稻毛田（現栃木縣芳賀郡芳賀町上稻毛田）、遠原村和岩子村（現那須烏山市東原和岩子），總共800石。慶長7年（1602年），他再獲加增下野國真壁郡（東真壁郡）上大羽村、下大羽村、益子村、中村之內（現芳賀郡益子町上大羽、下大羽、益子、北中）、深澤村（現芳賀郡茂木町深澤）、生田目村（現益子町生田目）、清水村（現栃木縣真岡市清水）、小貫村（現茂木町小貫）、陸奧國石川郡大久田（大くつ田）和山上村（現福島縣石川郡古殿町大久田和山上），總共5,400石，其中2,200石由先前交出人質的家臣拜領，已經隱居的松本惣左衛門領有200石，其餘四人則各500石，累計石高為19,200石，表高是20,000石。
正保3年8月21日（1646年9月30日），大關高增死去，大關增親繼位時分知下野國芳賀郡各1,000石予其弟大關增榮和大關增公，增榮在寬文2年6月21日（1662年8月5日）繼位時，原本領有的1,000石變為幕府領，增公的1,000石也在貞享2年（1685年）時由於無嗣斷絕而同樣變為幕府領。根據寬文4年4月5日（1664年4月30日）的《寬文印知》記載，當時的藩領是那須郡64村約14,338石以及芳賀郡6村約3,661石，總共約18,000石。翌年，公知眾的三人由於不滿寬文檢地而離開黑羽。
延寶7年（1679年），黑羽藩實施檢地，檢出11,400石新田，元祿元年（1688年）又將所有給人的知行地改成藏入地。元祿12年6月15日（1699年7月11日），剛繼位的大關增恒獲德川綱吉發出朱印狀，根據當時的領地目錄和《大關家系圖》記載，藩領那須郡板室村（現栃木縣那須鹽原市板室）在元祿10年（1697年）2月時被幕府收回後，改為拜領同郡熊田村（現那須烏山市熊田）為領地，同年11月熊田村又被幕府收回，改為拜領下深澤村為領地。另外，原本位於那須郡內的上稻毛田村則移至芳賀郡，石高維持不變。明和5年（1768年），鈴木武助就任鄉方改役，開始改革藩政。
文化8年11月9日（1811年12月24日），藩領芳賀郡下深澤村的一部分被幕府收回，改為拜領那須郡板室村和須佐木中組（現大田原市須佐木），石高維持不變。同年11月24日（1812年1月8日），伊予大洲藩主加藤泰衑第八子作為大關增陽的養子而繼位，即大關增業。安政3年4月19日（1856年5月22日），丹波篠山藩主青山忠良第五子作為大關增昭的養子而繼位，即大關增德。同年10月19日（11月16日），爆發反對講、無盡、高利貸和國產政策的百姓一揆，同年11月19日又爆發白旗山一揆。
文久元年10月9日（1861年11月11日），遠江橫須賀藩主西尾忠善之孫作為增德的養子而繼位，即大關增裕。慶應4年3月5日（1868年3月28日），丹波山家藩主谷衛滋之子作為增裕的養子而繼位，即大關增勤。戊辰戰爭爆發後，黑羽藩在同年4月26日（5月18日）宣誓勤王，並且參與白河口之戰，同年7月1日（8月18日）獲委任管理棚倉藩舊領、塙（現福島縣東白川郡塙町塙一帶）、釜子（現福島縣白河市東釜子一帶）和淺川等15萬石領地的民政事務。其後，黑羽藩也參與二本松之戰和會津城籠城戰。明治2年6月2日（1869年7月10日），黑羽藩憑其貢獻獲賜賞典祿15,000石。明治4年7月14日（1871年8月29日）廢藩置縣，黑羽藩遭廢除。

## 歷任藩主
| 大名家 | 家格      | 藩主     | 石高                           | 藩領                                          |
| ------ | --------- | -------- | ------------------------------ | --------------------------------------------- |
| 大關家 | 外樣 無城 | 大關資增 | 13,000石 ↓ 13,800石 ↓ 19,200石 | 下野國那須郡和真壁郡（東真壁郡） 陸奧國石川郡 |
| 大關家 | 外樣 無城 | 大關政增 | 19,200石                       | 下野國那須郡和真壁郡（東真壁郡） 陸奧國石川郡 |
| 大關家 | 外樣 無城 | 大關高增 | 19,200石                       | 下野國那須郡和真壁郡（東真壁郡） 陸奧國石川郡 |
| 大關家 | 外樣 無城 | 大關增親 | 19,200石 ↓ 18,000石            | 下野國那須郡和芳賀郡                          |
| 大關家 | 外樣 無城 | 大關增榮 | 18,000石                       | 下野國那須郡和芳賀郡                          |
| 大關家 | 外樣 無城 | 大關增恒 | 18,000石                       | 下野國那須郡和芳賀郡                          |
| 大關家 | 外樣 無城 | 大關增興 | 18,000石                       | 下野國那須郡和芳賀郡                          |
| 大關家 | 外樣 無城 | 大關增備 | 18,000石                       | 下野國那須郡和芳賀郡                          |
| 大關家 | 外樣 無城 | 大關增輔 | 18,000石                       | 下野國那須郡和芳賀郡                          |
| 大關家 | 外樣 無城 | 大關增陽 | 18,000石                       | 下野國那須郡和芳賀郡                          |
| 大關家 | 外樣 無城 | 大關增業 | 18,000石                       | 下野國那須郡和芳賀郡                          |
| 大關家 | 外樣 無城 | 大關增儀 | 18,000石                       | 下野國那須郡和芳賀郡                          |
| 大關家 | 外樣 無城 | 大關增昭 | 18,000石                       | 下野國那須郡和芳賀郡                          |
| 大關家 | 外樣 無城 | 大關增德 | 18,000石                       | 下野國那須郡和芳賀郡                          |
| 大關家 | 外樣 無城 | 大關增裕 | 18,000石                       | 下野國那須郡和芳賀郡                          |
| 大關家 | 外樣 無城 | 大關增勤 | 18,000石                       | 下野國那須郡和芳賀郡                          |

## 江戶藩邸
- 上屋敷
圖中「大關信濃守」處
- 下屋敷
圖中「大關信濃守」處

黑羽藩的江戶藩邸分別有上屋敷和下屋敷，上屋敷最早拜領於慶長8年（1603年），位於外櫻田（現東京都千代田區霞關和日比谷公園一帶），貞享4年7月22日（1687年8月29日）相對替至下谷御成道，寬政5年（1793年）12月轉移至距離大手27町（約2.95公里）的湯島天神下（現千代田區外神田六丁目11−14）。下屋敷則拜領於寬文元年12月15日（1662年2月3日），位於箕輪（三之輪，現東京都荒川區南千住一丁目4的第六瑞光小學校）。另外，藏屋敷位於天滿一丁目（現大阪府大阪市北區天滿一丁目）。

## 藩領
根據《舊高舊領取調帳》記載，黑羽藩領如下，基於相給也有可能同時是皇室領、公家領、幕府領、其他藩領、旗本領或寺社領。
| 令制國 | 郡     | 數目    | 藩領 |
| ------ | ------ | ------- | --- |
| 下野國 | 芳賀郡 | 7村     | 清水村、七井村、益子村、大羽村、生田目村、深澤村、上稻毛田村 |
| 下野國 | 那須郡 | 1宿46村 | 板室村、落合村、須賀川村、須佐木村、川上村、南方村、龜山村、檜木澤村、北金丸村、南金丸村、大豆田村、蜂巢村、余瀨村、湯殿村、八鹽村、阿久津村、堀之內村、前田村、大輪村、石井沢村、野上村、木佐美村、寺宿村、大久保村、久野又村、中之內村、河原村、川田村、沼野井村、稻澤村、越堀宿、杉渡土村、寒井村、野間村、樋澤村、羽田村、大島村、寺子村、高久村、湯本村、梁瀨村、向宿村、大和須村、簑澤村、岩崎村、橫岡村、寄居村 |

## 外部連結
- . kotobank （日语）.